# Koromani
Koromani – wieś w Chorwacji, w żupanii istryjskiej, w gminie Barban. W 2011 roku liczyła 52 mieszkańców.